# Axel Taillandier
Pour les articles homonymes, voir Taillandier.
Axel Taillandier, né le 2 juillet 1999, est un coureur cycliste français.

## Biographie
Axel Taillandier est le fils de René Taillandier, lui-même coureur cycliste, qui fut l'un des meilleurs amateurs des Pays de la Loire dans les années 1990,. Après avoir été formé au VS Scaër, il poursuit sa progression au sein de l'AC Brévinois dans les jeunes catégories. Il a combiné la compétition avec son métier de facteur à Pontchâteau.
En 2017, il intègre la structure junior du VC Pays de Loudéac, alors réserve de la formation professionnelle Fortuneo-Vital Concept. Il rejoint ensuite l'US Saint-Herblain en 2019. Dans le même temps, il intègre la sélection du Team France Défense, ouverte aux militaires mais aussi aux civils. Ses premières années espoirs sont cependant gâchées par un problème physique à un genou et la pandémie de Covid-19.
En 2020, il est recruté par l'UC Cholet 49, qui évolue en Nationale 2. Sous les couleurs de cette équipe, il s'impose notamment à plusieurs reprises sur des épreuves de deuxième catégorie en 2021. La même année, il obtient de bons résultats avec le Club de la Défense en terminant quatrième du Grand Prix Chantal Biya, cinquième du Tour Cycliste Antenne Réunion et dixième du Tour de Serbie. 
Au cours de la saison 2022, il se distingue sur le continent africain en remportant deux étapes du Tour du Cameroun ainsi que le classement général du Grand Prix Chantal Biya. Il se montre également à son avantage dans les territoires d'outre-mer avec une victoire d'étape au Grand Prix du 22 Mé et une huitième place au Tour de la Guadeloupe, sous les couleurs du club local Excelsior.
En juillet 2025, il remporte la première étape du Tour de Martinique.

## Palmarès et résultats

### Par année
| - 2017 - 3e du Trophée Louison-Bobet - 3e du Prix de la Saint-Laurent Juniors - 2021 - Critérium de Vay - Prix du Huelgoat - 2022 - 2e étape du Grand Prix du 22 Mé - 2e et 7e étapes du Tour du Cameroun - Classement général du Grand Prix Chantal Biya - 3e des Vingt Tours de Périnet - 2023 - 2e étape du Mémorial Denis Manette - 4e épreuve des Six Jours du Crédit Agricole - 3e étape du Grand Prix RCI - Championnat de la Guadeloupe - 6e étape du Tour du Cameroun - 2e du Grand Prix Shilo - 3e de la Théobald Mania Classique - 3e de la Coupe Frédéric Jalton | - 2024 - Critérium des Quartiers du Lamentin : - Classement général - 3e étape - 4e étape du Grand Prix de la Montagne Pelée - 2e du championnat de la Guadeloupe - 2e du Grand Prix de la Montagne Pelée - 3e du Grand Prix des EHPAD - 3e du Mémorial Freddy Urcel - 3e du Mémorial Rosan Saint-Germain - 2025 - 4e étape du Critérium des Quartiers du Lamentin - 1re étape du Tour de Martinique - 2e du Grand Prix de Trois-Rivières - 3e du Grand Prix de la Banane - 3e du Critérium des Quartiers du Lamentin - 3e du Grand Prix Team Madras Capesterre Belle-Eau - 3e du Tour de la Guadeloupe |  |

### Classements mondiaux
| Année                                 | 2021 | 2022 | 2023  | 2024  |
| ------------------------------------- | ---- | ---- | ----- | ----- |
| Classement mondial                    | nc   | 813e | 1561e | 2720e |
| UCI Europe Tour                       | 923e | 611e | nc    | nc    |
|                                       |      |      |       |       |
| Légende : nc = non classéSource : UCI |      |      |       |       |